# Lauderhill
Lauderhill ist eine Stadt im Broward County im US-Bundesstaat Florida. Das U.S. Census Bureau hat bei der Volkszählung 2020 eine Einwohnerzahl von 74.482 ermittelt.

## Geographie
Die geographischen Koordinaten sind: 26,17° Nord, 80,23° West. Das Stadtgebiet hat eine Größe von 19,0 km².
Lauderhill liegt etwa 35 Kilometer nördlich von Miami. Angrenzende Kommunen sind Tamarac, Lauderdale Lakes, Fort Lauderdale, Plantation und Sunrise.

## Religionen
In Lauderhill gibt es derzeit 179 verschiedene Kirchen aus 29 unterschiedlichen Konfessionen, darunter ist die Baptistengemeinde mit 32 Kirchen am stärksten vertreten. Weiterhin gibt es 28 zu keiner Konfession gehörende Kirchen (Stand: 2004).

## Demographische Daten
Laut der Volkszählung 2010 verteilten sich die damaligen 66.887 Einwohner auf 29.519 Haushalte. Die Bevölkerungsdichte lag bei 3539 Einw./km². 18,2 % der Bevölkerung bezeichneten sich als Weiße, 75,9 % als Afroamerikaner, 0,3 % als Indianer und 1,6 % als Asian Americans. 1,5 % gaben die Angehörigkeit zu einer anderen Ethnie und 2,5 % zu mehreren Ethnien an. 16,3 % der Bevölkerung bestand aus Hispanics oder Latinos.
Im Jahr 2010 lebten in 37,0 % aller Haushalte Kinder unter 18 Jahren sowie 26,9 % aller Haushalte Personen mit mindestens 65 Jahren. 65,1 % der Haushalte waren Familienhaushalte (bestehend aus verheirateten Paaren mit oder ohne Nachkommen bzw. einem Elternteil mit Nachkomme). Die durchschnittliche Größe eines Haushalts lag bei 2,67 Personen und die durchschnittliche Familiengröße bei 3,29 Personen.
28,5 % der Bevölkerung waren jünger als 20 Jahre, 27,5 % waren 20 bis 39 Jahre alt, 26,1 % waren 40 bis 59 Jahre alt und 18,0 % waren mindestens 60 Jahre alt. Das mittlere Alter betrug 36 Jahre. 45,8 % der Bevölkerung waren männlich und 54,2 % weiblich.
Das durchschnittliche Jahreseinkommen lag bei 38.585 $, dabei lebten 24,0 % der Bevölkerung unter der Armutsgrenze.
Im Jahr 2000 war Englisch die Muttersprache von 79,14 % der Bevölkerung, haitianisch sprachen 7,85 %, spanisch sprachen 6,92 % und 6,09 % hatten eine andere Muttersprache.

## Schulen
- Castle Hill Elementary School
- Endeavour Primary Learning Center
- Lauderhill Paul Turner Elementary School
- Royal Palm Elementary School
- Lauderhill Middle School

## Wirtschaft
Die größten Arbeitgeber waren 2018:
| Arbeitgeber                 | Arbeitnehmer |
| --------------------------- | ------------ |
| City of Lauderhill          | 600          |
| Broward County School Board | 500          |
| UPS                         | 400          |
| Publix                      | 100          |

## Verkehr
Durch das Stadtgebiet führen der U.S. Highway 441, der Florida’s Turnpike sowie die Florida State Roads 7, 816, 817 und 838. Der nächste Flughafen ist der Fort Lauderdale-Hollywood International Airport.

## Kriminalität
Die Kriminalitätsrate lag im Jahr 2010 mit 468 Punkten (US-Durchschnitt: 266 Punkte) im hohen Bereich. Es gab zwei Morde, 33 Vergewaltigungen, 205 Raubüberfälle, 298 Körperverletzungen, 1021 Einbrüche, 1368 Diebstähle, 193 Autodiebstähle und zehn Brandstiftungen.